# سام غاربا
سام غاربا (بالإنجليزية: Sam Garba) هو لاعب كرة قدم نيجيري في مركز الهجوم، ولد في 22 ديسمبر 1948 في نيجيريا، وتوفي بنفس المكان في 31 يوليو 1978 بسبب حادث مرور. شارك في حادث مرور. وشارك مع منتخب نيجيريا لكرة القدم. أما مع النوادي، فقد لعب مع مايتي جيتس.

## وصلات خارجية
- سام غاربا على موقع الاتحاد الدولي (مؤرشف)  (الإنجليزية)
- سام غاربا على موقع عالم كرة القدم.نت (الإنجليزية)
- سام غاربا على موقع أوليمبيديا (الإنجليزية)